# Moussac, Vienne
Moussac (även Moussac-sur-Vienne) är en kommun i departementet Vienne i regionen Nouvelle-Aquitaine i västra Frankrike. Kommunen ligger i kantonen L'Isle-Jourdain som tillhör arrondissementet Montmorillon. År 2022 hade Moussac 433 invånare.

## Befolkningsutveckling
Antalet invånare i kommunen Moussac
| Referens: INSEE |